# Henri Thesingh
Hendricus Nicolaas (Henri) Thesingh (Den Haag, 4 maart 1903 – Alphen aan den Rijn, 8 september 1982) was een Nederlandse atleet, die was gespecialiseerd in het hoogspringen. In deze discipline werd hij viermaal Nederlands kampioen en nam hij eenmaal deel aan de Olympische Spelen.

## Biografie
Zijn eerste succes boekte Thesingh in 1925 door bij de Nederlandse kampioenschappen met 1,75 m het onderdeel hoogspringen te winnen. Deze titel won hij ook in de drie achtereenvolgende jaren op dit nummer.
In 1928 maakte hij onderdeel uit de groep van vijftig Nederlandse atleten, die deelnamen aan de Olympische Spelen van Amsterdam. Samen met Joop Kamstra en Frits Bührman (Nederlands recordhouder) vertegenwoordigde hij Nederland bij het atletiekonderdeel hoogspringen. Alle drie de Nederlanders sneuvelden in de kwalificatieronde, waarbij Nederlands kampioen Henri Thesingh het hoogste kwam met 1,77 ten opzichte van zijn landgenoten, die met 1,70 uitgeschakeld werden.
Na de Spelen kon Thesingh vanwege andere verplichtingen onvoldoende tijd aan atletiek besteden. Hij volgende een studie in Berlijn en vertrok hij in 1930 naar Curaçao om te werken bij de Bataafsche Import Maatschappij. In zijn actieve tijd was hij aangesloten bij Sparta-Den Haag en Vlug & Lenig (V&L) in Den Haag.
Henri Thesingh overleed op 79-jarige leeftijd in Alphen aan den Rijn.

## Nederlandse kampioenschappen
| Onderdeel    | Jaar                   |
| ------------ | ---------------------- |
| hoogspringen | 1925, 1926, 1927, 1928 |

## Persoonlijk record
| Onderdeel    | Prestatie | Jaar |
| ------------ | --------- | ---- |
| hoogspringen | 1,81 m    | 1927 |

## Palmares

### hoogspringen
- 1925:  NK - 1,75 m
- 1926:  NK - 1,80 m
- 1927:  NK - 1,77 m
- 1928:  NK - 1,76 m